# Yoon Doo-joon
Đây là một tên người Triều Tiên, họ là Yoon.
Yoon Doo-joon hay còn được viết là Yoon Du-jun (Hangul: 윤두준, Hán-Việt: Doãn Duy Tuấn, sinh ngày 4 tháng 7 năm 1989), được biết đến nhiều hơn với nghệ danh Doojoon, là một ca sĩ, rapper, vũ công và diễn viên người Hàn Quốc. Doojoon là trưởng nhóm và giọng ca phụ của nhóm nhạc nam Hàn Quốc Highlight.

## Tiểu sử
Yoon Doo-joon sinh ra ở Goyang, Hàn Quốc vào ngày 4 tháng 7 năm 1989. Dự định trở thành giáo viên trung học môn Thể dục của Yoon Doo-joon đã thay đổi đột ngột trong năm học thứ 2 trung học sau khi anh xem chương trình MTV's Big Bang.

## Danh sách đĩa nhạc

### Nhà sản xuất
| Năm  | Đóng góp | Tiêu đề                               | Ca sĩ                      | Album             |
| ---- | -------- | ------------------------------------- | -------------------------- | ----------------- |
| 2009 | Lời      | "Bad Girl"                            | BEAST                      | BEAST IS THE B2ST |
| 2009 | Lời      | "BEAST is the B2ST"                   | BEAST                      | BEAST IS THE B2ST |
| 2010 | Lời      | "문이닫히면" ("When the Door Closes") | BEAST (Doojoon & Dongwoon) | My Story          |
| 2013 | Lời      | I am a man                            | DooJoon & JunHyung         |                   |

### Hát đệm & OST
| Năm  | Ngày  | Tiêu đề                                                       | Ca sĩ                                               | Album                                                    |
| ---- | ----- | ------------------------------------------------------------- | --------------------------------------------------- | -------------------------------------------------------- |
| 2011 | 03.28 | "본 아뻬띠 (맛있게 드세요)" ("Bon Appetit (Enjoy Your Meal)") | Yangpa feat. Yoon Doojoon                           | Elegy Nouveau                                            |
| 2011 | 29.04 | "안을까 말까" ("Should I Hug or Not")                         | Của BEAST (Doojoon, Yong Jun-hyung, & Lee Gi-kwang) | SUPER MARKET – the Half (Shinsadong Tiger Project Album) |
| 2011 | 09.05 | "Loving U"                                                    | Yoon Doojoon, Jang Hyun Seung, Yang Yoseob          | 몽땅 내 사랑 (All My Love) OST                           |
| 2011 | 09.06 | "키덜트" ("Kidult")                                           | Eluphant feat. Yoon Doojoon                         | Man On The Earth                                         |

## Điện ảnh

### Phim
| Năm  | Tiêu đề                                                                | Vai trò       |
| ---- | ---------------------------------------------------------------------- | ------------- |
| 2012 | 가문의 영광5-가문의 귀환 (Marrying the Mafia 5 - Return of the Family) | Jang Youngmin |
| 2013 | Iris2: The Movie                                                       | Seo Hyeon-woo |

### Phim truyền hình & Sitcom
| Năm         | Kênh        | Tên phim                                    | Vai trò        | Ghi chú   |
| ----------- | ----------- | ------------------------------------------- | -------------- | --------- |
| 2010        | MBC         | Càng ngắm càng yêu                          | Yoon Doo-joon  | Khách mời |
| 2010 – 2011 | MBC         | Gia đình yêu thương                         | Yoon Doo-joon  | Trở lại   |
| 2011        | MBC         | A Thousand Kisses                           | Yoon Ki-joon   | Tập 6     |
| 2013        | KBS2        | IRIS 2                                      | Seo Hyun-woo   | Trở lại   |
| 2014        | tvN         | Let's Eat                                   | Goo Dae Young  | Vai chính |
| 2015        | Let's Eat 2 | Goo Dae Young                               | Vai chính      |           |
| 2015        | MBC         | Splash Splash Love                          | Lee Do         | Vai chính |
| 2016        | tvN         | Chiến nào, ma kia! (Hey Ghost, Let's Fight) | Goo Dae- Young | Khánh mời |
| 2017        | tvN         | Because This Is My First Life               | Oscar          | Khánh mời |
| 2018        | KBS2        | Chuyện tình radio (Radio Romance)           | Ji Soo-ho      | Vai chính |
| 2018        | tvN         | Let's Eat 3                                 | Goo Dae Young  | Vai chính |

### Chương trình thực tế
| Năm       | Kênh          | Tiêu đề                                     |
| --------- | ------------- | ------------------------------------------- |
| 2008      | Mnet          | 열혈남아 (Hot Blooded Men)                  |
| 2009      | MTV           | MTV B2ST Documentary                        |
| 2009-2010 | MBC           | 단 하나의 비밀 단비 (Only One Secret Danbi) |
| 2010      | MTV           | MTV BEAST Almighty                          |
| 2010      | MBC Every1    | Idol Maid                                   |
| 2011      | Mnet Nhật Bản | Exciting CUBE TV                            |
| 2011      | SBS           | Strong Heart (TV series)                    |
| 2012      | SBS           | Running Man tập 104                         |
| 2013      | SBS           | Running Man tập 162                         |
| 2014      | MBC Every1    | Showtime Burning the Beast                  |
| 2014      | KBS2          | Cool Kiz on the Block                       |

### Music Video
| Năm  | Tiêu đề                                               | Ca sĩ                     | Tiêu đề album         |
| ---- | ----------------------------------------------------- | ------------------------- | --------------------- |
| 2010 | "꺼져 줄게 잘 살아" ("I'll Back Off So You Can Live") | G.NA feat. Yong Jun-hyung | Draw G's First Breath |

## Giải thưởng
| Năm  | Thể loại                                      | Đề cử                                  | Kết quả   |
| ---- | --------------------------------------------- | -------------------------------------- | --------- |
| 2010 | MBC Entertainment Awards: Rookie Comedy Award | All My Love & More Charming By the Day | Đoạt giải |